# Fissidens hildebrandtii
Fissidens hildebrandtii är en bladmossart som beskrevs av C. Müller 1876. Fissidens hildebrandtii ingår i släktet fickmossor, och familjen Fissidentaceae. Inga underarter finns listade i Catalogue of Life.